# ديفيد تود
ديفيد تود (بالإنجليزية: David Tod)‏ وهو سياسي ودبلوماسي أمريكي ينتمي إلى حزب الاتحاد الوطني ولد ديفيد تود في 21 شباط - فبراير من سنة 1805 قرب مدينة يانغز تاون بولاية أوهايو. شغل تود منصب سفير الولايات المتحدة لدى البرازيل ما بين عامي 1847 إلى عام 1851 كما شغل تود منصب حاكم على ولاية أوهايو ما بين عامي 1862 إلى عام 1864. توفي ديفيد تود في 13 تشرين الثاني - نوفمبر من سنة 1868 في مدينة يانغز تاون.